# 原栄作
原 栄作（榮作、はら えいさく、1879年（明治12年）11月2日 - 1958年（昭和33年）4月4日）は、明治後期から昭和期の医師、政治家。衆議院議員。

## 経歴
静岡県庵原郡町屋原村（由比町を経て現静岡市清水区）で、豪農・原茂左衛門の二男として生まれる。静岡中学校（現静岡県立静岡高等学校）を経て、1903年（明治36年）千葉医学専門学校（現千葉大学）を卒業。その後、内務省永楽病院助手となり、臨床学を研鑽した。
1905年（明治38年）に帰郷して由比町北田で医院を開業した。由比町消防組頭に就任し、組員の意識の向上、防災思想の町民への啓発に尽力した。その他、由比町青年団長、庵原郡学校衛生会長、由比町森林組合長、同漁業協同組合長、同農業会長、静岡県森林組合連合会長、同医師会長、同学校衛生会副会長、同水産業会顧問、静岡県保健婦学校長などを務めた。また日本医療団の結成の際には副団長に就任した。
政界では、1933年（昭和8年）4月に由比町会議員に当選。1936年（昭和11年）から1942年（昭和22年）まで静岡県会議員に在任し同参事会員も務めた。1947年（昭和22年）4月の第23回衆議院議員総選挙で静岡県第1区に日本自由党公認で出馬して当選したが、公職追放となり衆議院議員を辞職した。同年8月、県医師会会長も公職追放され辞職した。
公職追放解除後には、静岡県教育委員を務めた。

## 親族
- 兄 原保太郎 (静岡県会議長)[4]